# 동양도서관
동양도서관은 인천광역시 계양구에 있는 도서관이다.

## 연혁
- 2009년 4월 29일 도서관 건축공사 착공
- 2010년 2월 23일 건축공사 준공
- 2010년 1월 19일 운영 위탁업체 선정
- 2010년 3월 13일 동양도서관 개관

## 시설 현황
- 지하1층: 기계실, 전기실
- 지상1층: 아동자료실, 도담도담 장난감월드, 사무실
- 지상2층: 종합자료실, 디지털자료실, 시청각실, 문화교실
- 지상3층: 열람실, 휴게실

## 이용 안내
이용 시간
- 열람실 06:00~22:00
- 종합자료실, 디지털자료실, 어린이자료실: 평일 09:00~18:00

휴관일
- 매주 월요일
- 법정공휴일(일요일과 공휴일이 겹치는 경우 휴관), 대체휴일
- 임시휴관일: 특수한 사정으로 개관이 곤란한 경우